# Расстрелы заключённых НКВД и НКГБ (1941)
Расстрелы заключённых НКВД СССР и НКГБ СССР проводились сотрудниками органов госбезопасности СССР в условиях наступления вооружённых сил германской коалиции «стран Оси» и отступления Красной армии после начала Великой Отечественной войны.

## Предыстория
На 10 июня 1941 года в 32 тюрьмах БССР находилось 25 860 человек, причём самые большие тюрьмы были расположены в приграничных городах — Брест (около 4 тыс. заключённых), Белосток (около 4 тыс. заключённых), Гродно (около 3,5 тыс. заключённых).
В западных регионах УССР в предвоенный период проводились действия по ликвидации активно действовавшего подполья ОУН.

## Начало войны
Но уже в первые часы войны приграничные тюрьмы были обстреляны с воздуха, а некоторые, как, например, Брестская и Перемышльская — ещё и артиллерийским огнём.
Территория Литвы была захвачена немецкими войсками в течение первых дней войны — Ковно (Каунас) и Вильно (Вильнюс) были заняты немцами 24 июня. Эвакуация около 1700 заключённых из тюрем Вильно была начата вечером 23 июня — но состав был при отправлении расцеплен, и в Горький эвакуированы были только 609 заключённых. Всего из Литвы было эвакуировано 1363 заключённых. Латвия была захвачена несколько позже — отсюда были эвакуированы 3722 заключённых. Из Эстонии ко 2 июля 1941 года было эвакуировано 4047 заключённых.
В связи с быстрым продвижением немецких войск советское руководство осознало, что необходимо принимать срочные меры по вывозу заключённых.

НКГБ — тов. Мешик Минск,
НКГБ — тов. Цанава Рига,
НКГБ — т. Шустину Таллин,
НКГБ — тов. Кумм Петрозаводск,
НКГБ — тов. Баскакову Мурманск,
УНКГБ — тов. Ручкину Ленинград,
УНКГБ — тов. Куприну

Предлагаю Вам:

1. Проработать вопрос о вывозе подавляющего числа арестованных, числящихся за НКГБ, НКВД, судом и прокуратурой. Сообщите общее количество имеющихся у Вас арестованных, с указанием — сколько, за какими органами числится и какое количество арестованных, по Вашему, следует вывезти. Арестованные будут вывезены в центральные и восточные районы СССР. Учтите, что вместе с арестованными будет направлено некоторое количество Ваших работников для ведения следствия по делам арестованных по новому месту их нахождения.

2. Примите меры к отбору из числа архивных дел наиболее важных, которые также должны быть Вами направлены в Москву, в адрес 1-го спец. отдела НКВД СССР.

3. Рассмотрите дела на всех имеющихся у Вас арестованных органами НКГБ и составьте списки на тех, которых Вы считаете целесообразным расстрелять.

В списках укажите имя, отчество, фамилию, год рождения, последнюю должность или место работы перед арестом, а также краткое содержание обвинения, с указанием сознался ли арестованный. Указанные списки вышлите не позднее 23 июля.

Меркулов

23 июня 1941 г. № 2445/М

Москва

## Расстрелы заключённых
Из-за начавшейся войны из западных регионов СССР пришлось срочно эвакуировать 272 тюрьмы, в которых содержалось 141 527 человек.

С 22 июня по 31 декабря 1941 года по НКВД было осуждено за самочинные расстрелы и убийства — 19 человек. 
Так, зам. начальника тюрьмы А. Х. Табер и помощник оперуполномоченного В. А. Мохов были 13 сентября приговорены военным трибуналом к высшей мере наказания «за участие в самочинном расстреле 714 заключённых, эвакуированных из тюрьмы № 28 белорусского города Глубокое». Проходившие по этому же делу И. Я. Баталов, В. Н. Малинин и П. И. Скребневский получили по 10 лет.

### Литовская ССР
Возле фермы Райняй недалеко от Тельшяй в лесу находят 74 (по другим данным — 79) тела, которые опознаются как заключённые тюрьмы Тельшяй, убитые 24—25 июня 1941 года. Они были убиты сотрудниками НКВД и военнослужащими РККА.
В ряде источников указывается, что 26 июня 1941 года НКВД уничтожил 400 человек заключённых и весь персонал тюрьмы вместе с семьями в колонии для заключённых в Правенешкес (лит: Pravieniškės) — 12 км от Ковно (Каунаса). В то же время общепризнано, что сам Каунас был занят немецкими войсками 24 июня, а в течение одних суток (с 23 числа) он находился под контролем ЛФА.

### Латвийская ССР
Рига: ряд современных латвийских источников, основываясь на изданных в 1942 в Риге работах «Комиссии по расследованию зверств большевиков в Латвии» под названием «Год ужасов» и «Обвинительные доказательства», указывает на то, что в Рижской тюрьме было расстреляно 78 заключённых.

### Эстонская ССР
В ночь с 8 на 9 июля 1941 года в тюрьме города Тарту было расстреляно 192 человека из числа задержанных с начала военных действий.
В Лихула — 6, в Хаапсалу — 11, в Вильянди — 11, в Печорах — 6 человек.

### Белорусская ССР
Город Глубокое: 24 июня во время эвакуации заключённых из местной тюрьмы начальник тюрьмы Приёмышев, доведя их до леса — по своему заявлению — расстрелял до 600 человек. По распоряжению военного прокурора войск НКВД, Приёмышев в Витебске был арестован, расстрел им заключённых впоследствии военной прокуратурой был признан законным.
Гродно: утром 22 июня взрывной волной от бомбы, упавшей во двор тюрьмы, вышибло двери камер, но охране удалось перевести заключённых в главный корпус. Днем главный корпус прямым попаданием был разрушен — множество заключённых погибло. Ближе к ночи третья бомба разрушила часть второго корпуса. Заключённым удалось вырваться из тюрьмы и, несмотря на открытый охраной огонь, разбежаться по городу. Начальник тюрьмы попытался связаться с местным НКВД и НКГБ, однако те, как и их брестские коллеги, уже эвакуировались.
Аналогичная ситуация была и в других тюрьмах Западной Белоруссии — из 32 тюрем НКВД БССР, функционировавших на 22 июня 1941 года, удалось провести эвакуацию лишь из 14 (Глубокое, Молодечно, Пинск, Столин, Дрогичин, Орша, Полоцк, Витебск, Могилев, Мозырь, Гомель, Червень, Вилейка и Столбцы). В результате из БССР в тюрьмы тыловых районов СССР эвакуировано 9573 человека, «оставлено противнику» 16 048 человек.
Близ Червеня было расстреляно около 5 тысяч заключённых минских тюрем.

### Украинская ССР
На территорию Луцкой тюрьмы в 14:00 22 июня упало 2 бомбы, частично разрушив ряд помещений. Взрывной волной были выбиты двери части камер, в других они были взломаны самими заключёнными; после чего они смогли попасть во внутренний двор, откуда предприняли попытку массового побега, но были остановлены охраной, часть беглецов были расстреляны. 23 июня 44 осуждённых по бытовым статьям и 40 малолеток были освобождены. Утром в тюрьму прибыла опергруппа УНКГБ во главе с майором Розовым, которая потребовала выдать всех з/к, содержащихся в тюрьме города Луцка по статьям УК УССР 54, 2, 11, и особенно членов ОУН. После того, как стало известно о приближении немецких войск, отобранные 800 человек были расстреляны в хоздворе тюрьмы работниками НКВД, НКГБ и силами охраны. Кроме этого, расстреляны охраной тюрьмы и воинскими частями в окрестностях тюрьмы з/к, пытавшиеся бежать из тюрьмы. Оставлено в тюрьме около 1000 человек, большинство из которых обвинялось по бытовым статьям УК УССР. В более ранних сводках НКВД (июнь 1941) приводилась информация о том, что были расстреляны все заключённые, оставшиеся на прогулочном дворе — около 2 тысяч человек.
Львов (подробнее см. Расстрелы во Львове (июнь 1941): С началом вооруженных выступлений ОУН во Львове 23 июня 1941 года от эвакуации всех заключённых отказались. В соответствии с указаниями начальника УНКВД по Львовской области капитана Дятлова «с целью быстрейшей разгрузки тюрем Львовской области от контрреволюционного, уголовно-политического элемента» тюремным управлением УНКВД по Львовской области совместно с областной прокуратурой были просмотрены дела имеющихся заключённых, по результатам которых были выявлены «особо опасные лица, подлежащие расстрелу» в количестве 2239 человек. Всего, по официальным данным, в тюрьмах № 1, 2, 4 города Львова и № 3 Золочева расстреляно 2464 заключённых,
освобождено — 808 заключённых, вывезено — 201 и оставлено в тюрьмах 1546 заключённых.
Приговоренные начальником следственной части УНКГБ по Львовской области Шумаковым с санкции к исполнению приговора прокурором Львовской области Харитоновым к смертной казни были расстреляны 22 июня 1941 года. Согласно промежуточному отчету начальника тюремного отделения УНКВД Львовской области Лермана известно, что по состоянию на 24 июня в тюрьмах Львова и Золочева было расстреляно 2072 человека. 26 июня были утверждены расстрельные списки на ещё 2068 человек. Их казнили в течение 24—28 июня.
Харьков — 1200 человек.
Тернополь — 560 человек
Станислав — расстреляно 1500 человек.
Всего из 78 тюрем УССР в 1941 году было эвакуировано 45 569 человек, расстреляно в тюрьмах — 8789, убито при попытке побега — 48 человек, расстреляно конвоем в пути при подавлении бунта и сопротивления — 123, незаконно расстреляно конвоем в пути — 55, оставлено немцам — 3536 з/к.

### Российская СФСР
В Медведевском лесу в 10 км от Орла 11 сентября 1941 года, то есть более чем за три недели до взятия Орла немцами, сотрудники НКВД расстреляли 157 заключённых, содержавшихся в местной тюрьме, включая осуждённых на Третьем Московском процессе Х. Г. Раковского, С. А. Бессонова и Д. Д. Плетнёва, большевика — деятеля оппозиции П. Г. Петровского, лидеров эсеров Марию Спиридонову, И. А. Майорова, А. А. Измайлович, жён «врагов народа» — Ольгу Каменеву (жена Л. Каменева и сестра Л. Троцкого), жён Я. Б. Гамарника, маршала А. И. Егорова, А. И. Корка, И. П. Уборевича, мужа Марины Цветаевой журналиста-евразийца и агента НКВД Сергея Эфрона, астронома Б. В. Нумерова и других.
По приговору, вынесенному 8 сентября 1941 года, на основании постановления ГКО, без возбуждения уголовного дела и проведения предварительного и судебного разбирательства, военной коллегией Верховного суда СССР под председательством Ульриха В. В. (члены коллегии Д. Я. Кандыбин и В. В. Буканов) вынесен приговор в отношении 161 заключённого.
28 октября в посёлке Барбыш вблизи Куйбышева по предписанию Берии были расстреляны 25 арестованных, среди которых начальник ПВО СССР Г. Штерн, генерал-полковник А. Локтионов, генерал-лейтенант Я. Смушкевич, командующий ВВС РККА П. Рычагов, начальник Разведуправления РККА П. Володин, начальник Военной академии ВВС Ф. Арженухин, начальник вооружений ВВС И. Сакриер, начальник Особого отдела ВЧК (военной контрразведки) в 1918—1921 годах М. Кедров.
Предписание наркома внутренних дел СССР № 2756/Б было подготовлено начальником следственной части по особо важным делам НКВД СССР Львом Влодзимирским, утверждено заместителем наркома внутренних дел СССР Богданом Кобуловым и согласовано с Прокурором СССР Виктором Бочковым.

## Расстрелы в германской пропаганде
После прихода германских войск данные события были использованы нацистской Германией в пропагандистских (прежде всего антисемитских) целях. В Луцке, Львове и ряде других мест массовых расстрелов были сняты пропагандистские фильмы о зверствах «жидо-большевиков», публиковались статьи в газетах и журналах соответствующего содержания. В них рассказывалось о том, что в тюрьмах были найдены грудные дети, беременные женщины, приколотые к дверям штыками, жертвы рубились топорами живьём, выколотые глаза, кастрированные мужчины и т. д. и т. п.
В Германии в ряде газет в разделе «Письма с фронта» были опубликованы «письма очевидцев». В 1941 выходит буклет «Фельдпочта с Востока» — Deutsche Soldaten sehen die Sowjet-Union. Feldpostbriefe aus dem Osten (Berlin: Wilhelm Limpert-Verlag, 1941), описывающий зверства «жидо-большевиков» над немцами и украинцами в Лемберге (Львове).
Аналогичные действия предпринимаются и в Прибалтике — так, в Латвии была создана «Комиссия по расследованию зверств большевиков в Латвии».
Организовывались торжественные похороны «жертв жидо-большевиков», проводились антисоветские митинги антисемитской направленности, публиковались статьи в газетах и журналах, были изданы книги под названием «Год ужасов» и «Обвинительные доказательства», также был выпущен «документальный» фильм «Красный туман», который с некоторыми изменениями был также сделан для Эстонии и Литвы. Описание жертв НКВД практически дублирует аналогичные описания из других нацистских публикаций — выколотые глаза, вырезанные языки, перерезанные горла, отрезанные гениталии и т. д.

## Расстрелы иХолокост
В Тельшяе, где гетто было создано литовскими коллаборационистами за несколько дней до обнаружения тел жертв «евреев из ЧК», 30 мужчин из гетто были привлечены к раскопкам общей могилы. В процессе раскопок их избивали и заставляли целовать раны трупов. 13 июля — в день погребения жертв — избиение было продолжено, а 15 июля большинство мужчин гетто было убито.
Аналогичные события со схожим подтекстом («евреи-убийцы из НКВД») имели место и в других городах Прибалтики.
В то же время в Житомире пропагандистская кампания, основанная на аналогичных фактах, имела весьма незначительный (с точки зрения СД) эффект.

## Современная оценка
В работах ряда историков, прежде всего польских, цифры как расстрелянных, так и арестованных превосходят аналогичные данные российских в 3—8 раз.
Так, Антони Галински (Польша) на одной из научных конференций, посвящённых данной тематике, указал: «Наша комиссия выявила, что при наступлении немцев в июне 1941 года проведены массовые расстрелы заключённых в тюрьмах: в Ошмянах — 3 тыс., в Полоцке — всех заключённых, из минской тюрьмы вывели 18 тыс. заключённых, которых расстреляли в 30 км от города в лесу. Это были поляки, евреи, татары, граждане Западной Белоруссии, то есть Польши. Поэтому мы этим занимаемся».